# 罐头乐队
罐头乐队（英语：Can）是一支1968年成立于西德的实验摇滚乐队。基于先锋音乐和爵士乐，乐队把简约音乐、电子音乐、放克、世界音乐等元素融入了他们的风格。他们被广泛认为是德国泡菜摇滚的先驱。该乐队对先锋音乐、实验音乐、后朋克、氛围音乐、新浪潮和电子乐等风格产生了深远影响
。